# Stadion Miejski w Lwówku Śląskim
Stadion miejski – stadion piłkarski w Lwówku Śląskim. W skład obiektu wchodzi również bieżnia lekkoatletyczna z nawierzchnią szutrową o długości 400 m, boczne boisko treningowe, małe boisko piłkarskie i asfaltowy kort tenisowy. Na terenie obiektu znajduje się również plac zabaw z siłownią zewnętrzną OSA (otwarta strefa aktywności) i pumptrack. Swoje spotkania na obiekcie rozgrywa klub LKS Czarni Lwówek Śląski. Stadion mieści ok. 1000 widzów (200 miejsc siedzących). Przy stadionie znajduje się bezpłatny parking. Na terenie stadionu odbywają się wydarzenia kulturalne, m.in. zawody sportowe, dożynki, wesołe miasteczko, zawody strażackie, koncerty, festyny, festiwale.
Pierwotnie stadion miejski w Lwówku Śląskim znajdował się w miejscu obozu Reichsarbeitsdienst (RAD – Służba Pracy Rzeszy), który wykorzystywany był w latach 1946–1973, jako miejski kompleks sportowy. Boisko mieściło się na łące przy ulicy Granicznej i miało 90 m długości i 50 m szerokości. Poniemieckie baraki przeznaczono na szatnie, magazyny i pomieszczenia sanitarne. Lwówecki klub został zgłoszony do rozgrywek Podokręgu Piłki Nożnej w Jeleniej Górze jesienią 1946 r. Zaplecze sportowe nie było w najlepszym stanie, ale przy społecznej pomocy kilku zawodników i działaczy w 1946 r. zostało oddane do użytku owo poniemieckie boisko do piłkarskie. W późniejszych latach, z racji częstych podtopień boiska przy ul. Granicznej, do 1972 r. mecze odbywały się na nowym, obecnie zlikwidowanym boisku przy ul. Leśnej.
Od 1972 r. stadion LKS Czarni Lwówek Śląski znajduje się przy ul.Kościuszki 3 w Lwówku Śląskim. Z inicjatywy Powiatowej Rady Narodowej rozpoczęto starania o budowę tego stadionu w mieście wraz z zapleczem. Ze środków GKKFiT oraz Totalizatora Sportowego, pod nadzorem byłego Przewodniczącego Polskiego Komitetu Kultury Fizycznej i Turystyki Stanisława Wesołowskiego, został zbudowany stadion. Dnia 22 lipca 1974 roku nastąpiło uroczyste otwarcie stadionu. Nadano mu nazwę „XXX-lecia PRL”. Odbył się wtedy mecz towarzyski pomiędzy „Włókniarzem” Mirsk i drużyną z NRD. Obecnym właścicielem tego obiektu jest Urząd Gminy i Miasta Lwówek Śląski. W 1986 r. przy stadionie miejskim wybudowano hotel „Olimp”, który był przez długi czas był siedzibą OSiR-u i jest aktualnie siedzibą Zarządu Klubu LKS Czarni Lwówek Śląski.
W styczniu 2022 roku radni miejscy odrzucili propozycję burmistrz dotyczącą budowy nowej, namiotowej hali sportowej na terenie stadionu miejskiego. W planach gminy i miasta Lwówek Śląski jest renowacja stadionu. Na ten cel magistat otrzymał wsparcie w postaci dofinansowania w kwocie 7,2 mln złotych z Rządowego Programu Inwestycji Strategicznych. Remont ma się rozpocząć w lipcu 2024 roku i potrwać około rok czasu.